# Max cherche une fiancée
 (juillet 2025).
Pour plus de détails, voir Fiche technique et Distribution.

Max cherche une fiancée est un court métrage muet français réalisé par Lucien Nonguet en 1911.

## Synopsis

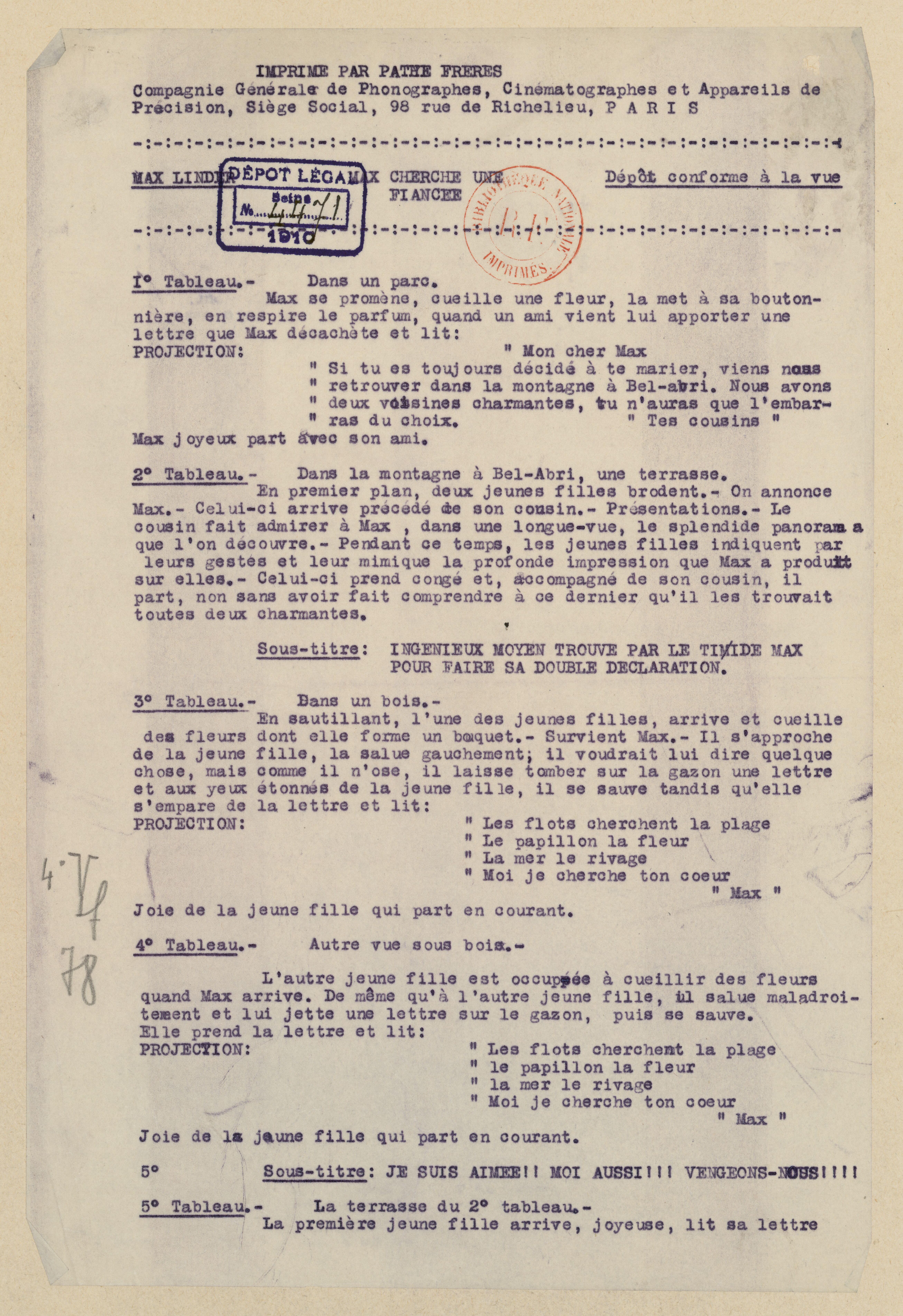
Première page du scénario du film.

Invité par courrier, Max se rend à la montagne chez des amis qui lui présentent leurs deux cousines. Seulement, il hésite entre la brune et la blonde. En faisant sa cour auprès des deux jeunes filles, il leur adresse le même poème. Furieuses, elles s'associent et donnent un rendez-vous à Max au sommet de la montagne et il doit se cacher dans un tonneau. Elles l'emprisonnent et précipitent le tonneau sur le versant rocheux. Puis suivant les torrents et les rivières, il finit sa course en pleine mer.

## Fiche technique
Source IMDb
- Réalisation : Lucien Nonguet
- Scénario : Max Linder
- Production : Pathé Frères
- Pays d’origine : France
- Genre : court métrage de comédie
- Durée : 8 minutes et  47 secondes
- Métrage : 183 mètres
- Format : noir et blanc - 35 mm - 1,33:1 - muet - procédé cinématographique : sphérique
- Film tourné en décembre 1910
- Dates de sortie :
  - Autriche : 12 novembre 1910
  - France : janvier 1911
  - États-Unis : 6 mars 1911

## Distribution
Source IMDb
- Max Linder : Max
- Paulette Lorsy : Une cousine
- Jacques Vandenne : L'ami de Max qui amène la lettre

Reste de la distribution : 
- (Le couple d'amis de Max)
- (La seconde cousine)